# CIRCLE (RAG FAIRのアルバム)
『CIRCLE』（サークル）は、RAG FAIRの2枚目のオリジナルアルバムである。2004年9月8日発売。 

## 概要
オリジナルアルバムとしては『PON』から約1年8ヶ月ぶりとなるアルバムである。10枚目のシングル「君でなければ」と同時発売。人の出会いや語らい、別れ、世界に広がる人間の夢をモチーフに作られたアルバムである。
本作を引っさげ2004年9月16日よりツアー"RAG FAIR LIVE TOUR '04「CIRCLE」"を開催した。

## 制作
本格的なレコーディングは2004年に入ってから行われた。テレビ番組の収録やプロモーション活動を並行し、繰り返しながらの制作でまとめて録ることができなかったとメンバーは語っている。アルバムタイトルである"CIRCLE"は、楽曲をレコーディングしていくうちに、これらをまとめるキーワードをメンバーで話し合った末に決定した。

## 収録曲
1. overture
2. Old Fashioned Love Song（Album ver.）
3. Dip!Dip!Dip!
4. Seeds of Love
5. Drive me blue
6. 昼寝
7. A.MAZE
8. HANA
9. Happy Wedding
10. 嘘をつかないで
11. GOOD LUCK!〜旅立ちのエール〜
12. 君でなければ（Album ver.）
13. at the circle
TBS系「2004全米オープンテニス」テーマ曲